# Circuit de Pedralbes
A Pedralbes Circuit egy spanyolországi versenypálya Pedralbesben. 1951-ben és 1954-ben itt rendezték a Formula–1 spanyol nagydíjat.

## Formula–1 Nagydíjak

### 1951
1951 8. futamán, a spanyol nagydíjon dőlt el az 1951-es egyéni vb cím sorsa, a két esélyes Juan Manuel Fangio és Alberto Ascari volt. Ascari csak akkor akkor lehetett volna bajnok, ha 3 ponttal többet szerez, mint az Alfa Romeóval versenyző Fangio. Az időmérőn Ascari volt a legjobb, de a második rajthely az argentiné lett. Tehát ha Fangio a versenyen hátraesik, az olasz a bajnok. A vasárnapi versenyen 70 kör kínlódás után végül Fangio nyert, elnyerve a világbajnoki címet. Második honfitársa, José Froilán González lett, a dobogó legalsó fokára pedig Giuseppe Farina állhatott. Ascari csak a negyedik lett.

### 1954
Három év kihagyás után, 1954-ben újra F1-es versenyt rendezhetett Spanyolország, újra Pedralbesben. Az egyéni világbajnoki cím ekkora már rég eldőlt, Fangio fölényesen nyerte 2. vb címét, tehát a spanyol nagydíjat izgalommentesnek titulálták. Az időmérőt a Lanciával versenyző Ascari nyerte, őt követte Fangio és Mike Hawthorn. A vasárnap végül nem volt előzés- és balesetmentes. 
A 26 indulóból mindössze 9 ért célba, köztük ismeretlenebb versenyzők is akadtak. Ilyen
volt a negyediknek célbaérő Roberto Meires, a mögötte érkező Karl King, Chico Godia-Sales, Louis Rossier, Ken Wharton és Prince Bira. A dobogó sem egyezett az időmérő első 3 helyezettjével: a futamot Hawthorn nyerte, második Luigi Musso, harmadik Fangio lett. Ezzel véget is ért Pedralbes F1-es múltja.

## Statisztikák
- Legtöbb győzelem: J.M. Fangio és M. Hawthorn (1-1)
- Legtöbb első rajthely: Alberto Ascari (2)
- Legtöbb leggyorsabb kör: A. Ascari és J.M. Fangio (1-1)
- Legtöbb pont: J.M Fangio (12)
- Legtöbb dobogó: J.M. Fangio (2, egyszer 1. , egyszer 3.)

## Külső hivatkozások
- A pálya a StatsF1.com-on